# Rund um den Sachsenring
Rund um den Sachsenring (auch Sachsenringradrennen oder Westsachsenklassiker) ist ein Eintagesrennen im Straßenradsport.
Der Wettbewerb wurde erstmals 1956 als Großer Preis des Deutschen Sportechos auf dem Sachsenring ausgetragen. An den Rennen der Folgejahre nahm häufig die Amateurweltelite teil, ab 1965 war es ein Rennen der DDR-Leistungsklasse. Auf dem Kurs wurden die Weltmeisterschaften 1960 ausgetragen und insgesamt zehn DDR-Straßenmeisterschaften sowie 1992 und 1994 jeweils die Deutsche Straßenmeisterschaft der Profis im Rahmen der Drei-Nationen Meisterschaft Deutschland/Schweiz/Luxemburg ausgetragen. Seit der Einführung der UCI Europe Tour im Jahr 2005 bis einschließlich 2007 war es Bestandteil dieser Rennserie und in die Kategorie 1.2 eingestuft. Weiterhin war es in die U23-Wertung der von 2006 bis 2009 ausgetragenen Internationalen Deutschen Meisterschaften integriert. 2019 trat der Bund Deutscher Radfahrer nicht nur als Veranstalter, sondern auch als Ausrichter der Deutschen Meisterschaft auf, nachdem es Probleme gegeben hatte, für 2019 einen Austragungsort zu finden. Verantwortlicher vor Ort war der ehemalige Radrennfahrer und Rennorganisator Dietmar Lohr aus Chemnitz. Die Sachsenring Event GmbH erklärte sich bereit, den Sachsenring für die beiden Rennen der Frauen und Männer den Start-/Zielbereich zur Verfügung zu stellen. Die Stadt Hohenstein-Ernstthal erteilte die Streckengenehmigung für eine 12,9 Kilometer lange Runde, davon 3,5 Kilometer auf der Rennstrecke. Eine Runde wies 183 Höhenmeter auf. Das Rennen erwies sich als „skurrile Hitzeschlacht“: Es herrschten nahezu 40 Grad. Bereits nach 40 Kilometern waren 70 Fahrer ausgeschieden, 25 Kilometer später weitere 40. Von 190 gestarteten Fahrern erreichten letztlich nur 15 das Ziel. Die drei Erstplatzierten, Maximilian Schachmann, Marcus Burghardt und Andreas Schillinger, alle vom Team Bora-hansgrohe, bewältigten das Rennen im Stile eines Mannschaftszeitfahrens.
Das Rennen wurde zum Teil mehrmals jährlich ausgetragen.

## Sieger (seit 2004)
- 2004:  Björn Papstein
- 2005:  Karsten Volkmann
- 2006:  Artur Gajek
- 2007:  Marco Kritschenko /  Tobias Erler
- 2008:  Matthias Sellno /  Karsten Volkmann
- 2009:  Mathias Belka /  Dirk Müller
- 2010:  Tino Thömel /  Markus Schwarzhuber
- 2011:  Franz Schiewer /  Johannes Heider
- 2012:  Sven Forberger /  Stefan Gaebel
- 2013:  Martin Boubal /  Matthias Plarre
- 2014:  Stefan Schäfer /  Johannes Heider
- 2015:  Konrad Geßner /  Erik Mohs
- 2016:  Marcel Franz /  Martin Boubal
- 2017:  Robert Jägeler /  Frederik Hähnel
- 2018:  Martin Bauer /  Philipp Walsleben
- 2019:  Martin Boubal /  Lisa Brennauer /  Maximilian Schachmann /   Martin Bauer
- 2020:  Tobias Nolde /  Lisa Brennauer /  Marcel Meisen /   Jakob Geßner /
- 2021:  Kim Heiduk /  Frederik Hähnel
- 2022:  Tobias Nolde /  Philip Unterberger
- 2023:  Tim Torn Teutenberg /  Max Briese
- 2024:  Robert Kobr /  Jakob Schmidt